# Harber (Soltau)
Harber (niederdeutsch: Harwer) ist ein Ortsteil der Stadt Soltau im Landkreis Heidekreis in Niedersachsen. Die Ortschaft ist mit etwa 1300 Einwohnern der größte Ortsteil Soltaus.

## Geografie
Harber liegt in der Lüneburger Heide östlich von Soltau. Durch Harber verlaufen die Bundesstraßen 71 und 209. Die Anschlussstelle Soltau-Ost an der A 7 liegt ebenfalls in Harber.
Zu Harber gehören die Weiler Abelbeck, Harber-Moor, Spiekerhof und Tiegen.

## Geschichte

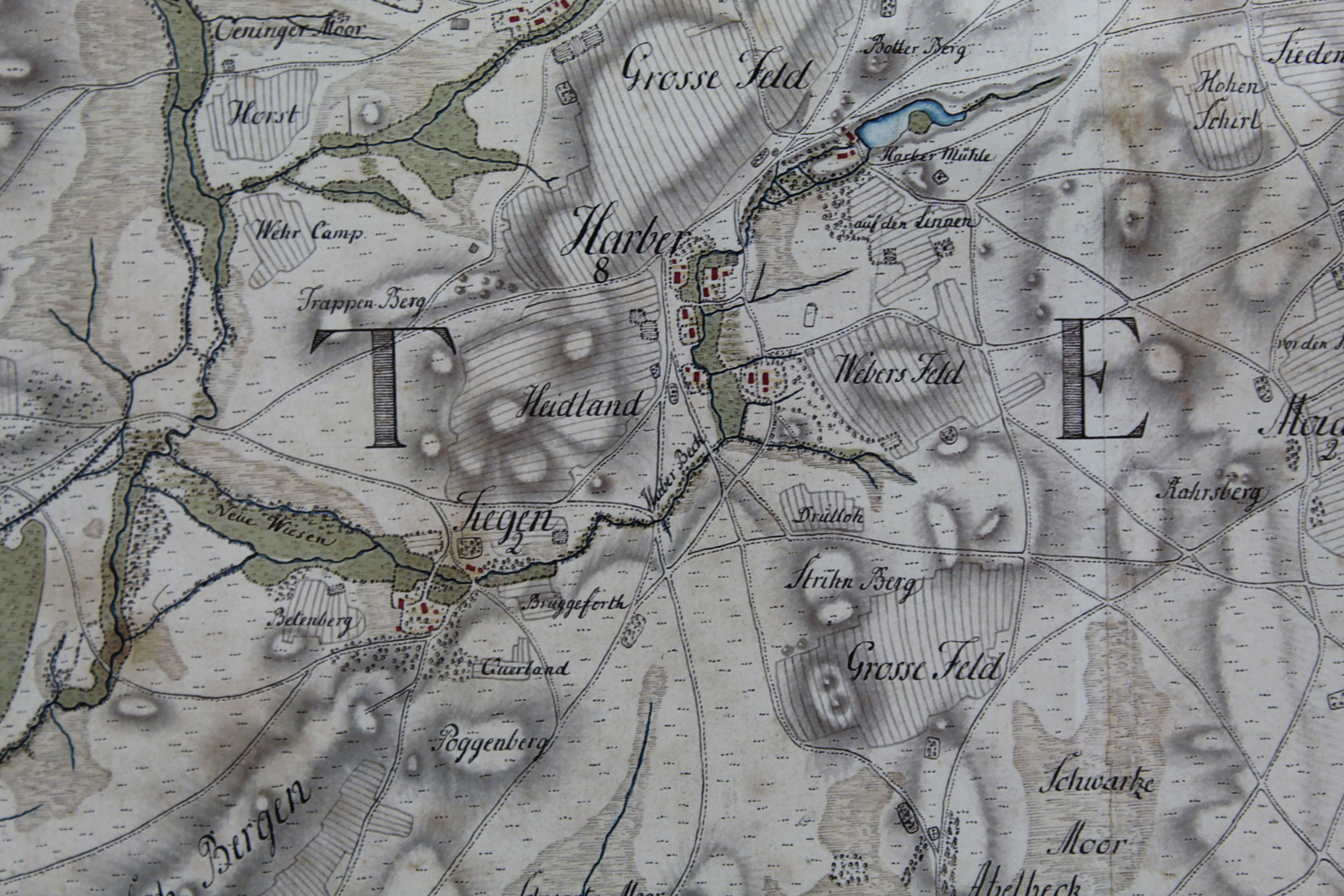
Harber auf der Kurhannoverschen Landesaufnahme von 1775, Karte 83

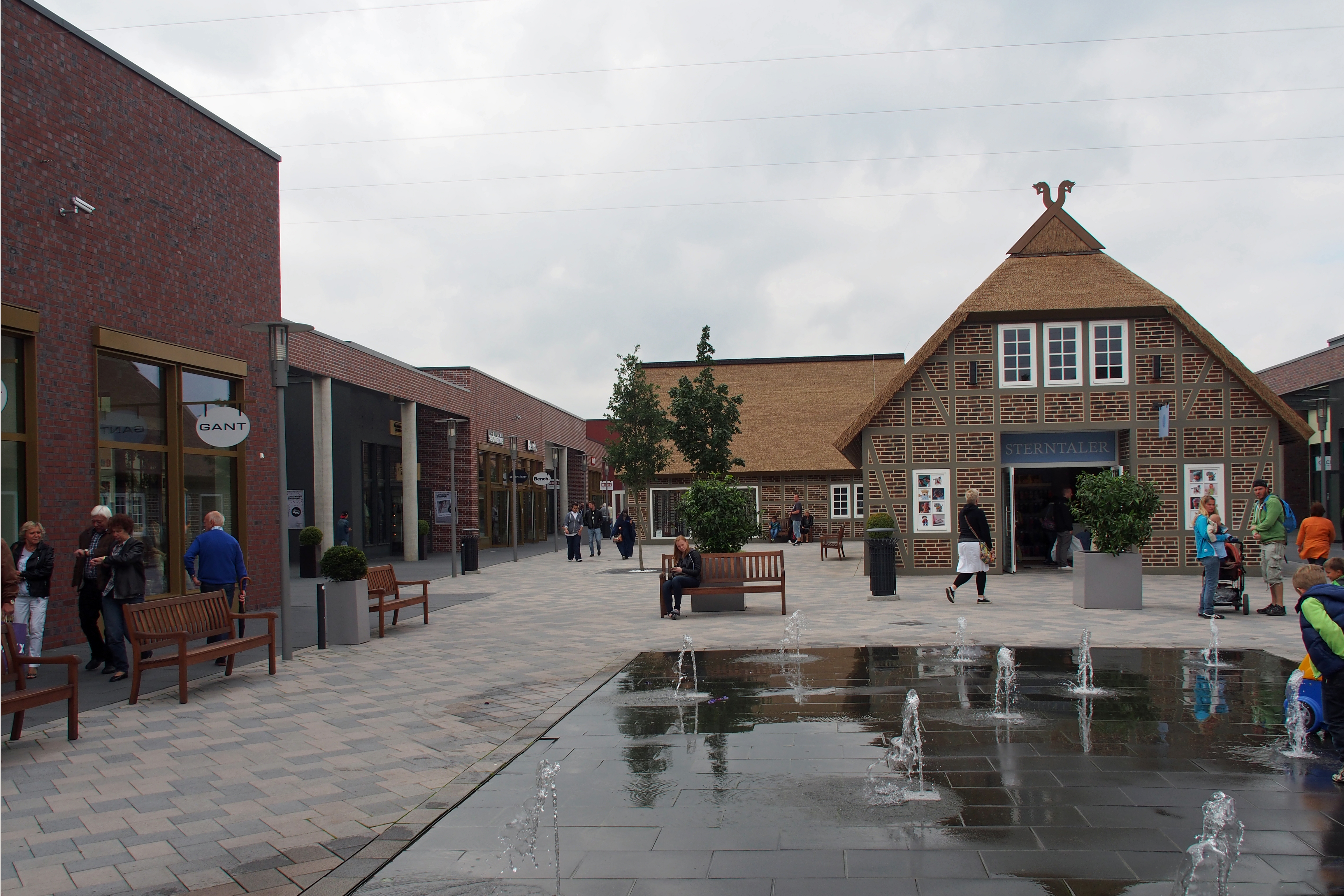
Designer Outlet Soltau im Ortsteil Harber

Der Ortsname Harber setzt sich aus den Silben Hart und ber zusammen, was so viel bedeutet wie bewaldeter Berg.
Etwa einen Kilometer östlich von Harber war 1936 ein Reichsarbeitsdienstlager für den Bau der Autobahn 7 eingerichtet. Nach dem Ende des Zweiten Weltkrieges wurde es zu einem Flüchtlingslager umgewandelt. Einige der Flüchtlinge ließen sich schließlich in Harber und Tiegen nieder. Auf der Fläche des Lagers entstand später das erste Gewerbegebiet Harbers.
Bis in die 1960er Jahre gab es am Mühlenteich eine Wassermühle. Die Namensbezeichnungen Mühlenteich sowie die Straßennamen Moider Mühlenweg und Dittmerner Mühlenweg verweisen noch heute darauf. Der Heidedichter Hermann Löns beschreibt die Gegend in seiner Publikation Die Heidmark mit den Worten: „Dieses Fleckchen bei der Harberer Mühle ist eines jener Wunder, von denen die Heidmark so reich ist.“
An der Wietzendorfer Straße gab es bis 1974 eine Dorfschule, zu der auch die Schüler aus Moide und Oeningen kamen. Ab 1946 war Schauspielpionier Erich Colberg dort Lehrer. Er starb 1966 in Harber.
Am 1. März 1974 wurde Harber in die Stadt Soltau eingegliedert.
In mehreren Phasen wurden zwischen Harber und Tiegen zahlreiche Neubausiedlungen erbaut, die letzte und größte 1995, wodurch die Einwohnerzahl schnell anstieg. Auffällig in dieser Neubausiedlung sind die ungewöhnlichen Straßennamen (Drülloh, Poggenbarg etc.), die teilweise auf alte Flurnamen aus dem Gebiet rund um Harber zurückgehen (Siehe Liste der Straßennamen von Soltau im Ortsteil Harber). Diese Neubausiedlung wurde gemäß der ursprünglichen Planung ab dem Jahr 2020 im östlichen Teil weiter ausgebaut.

## Politik
Ortsvorsteher ist Remmer Kutscher.

## Kultur und Sehenswürdigkeiten
- Etwas außerhalb Harbers liegt das private Kinder- und Jugendheim Füllenhof.
- In Tiegen befindet sich das Tierheim des Tierschutzverein für den Altkreis Soltau 1968 e. V.
- Am Harberer Mühlenbach liegt der Campingplatz Ferienparadies Mühlenbach mit eigenem Badesee.[1]

In der Liste der Baudenkmale in Soltau sind für Harber drei Baudenkmale aufgeführt.

## Öffentliche Einrichtungen
Harber verfügt seit 1929 über eine Freiwillige Feuerwehr mit 2 Fahrzeugen (LF 8/6 und TLF 8).
Die Feuerwehr ist eine Ortswehr der Stadt Soltau.

## Wirtschaft und Infrastruktur
Die Gemeinde war bis ins 20. Jahrhundert landwirtschaftlich geprägt, heute gibt es nur noch zwei Vollerwerbsbetriebe. In Harber befindet sich ein Autohof mit angrenzendem Gewerbegebiet, in dem unter anderem seit 2008 die Firma Harry-Brot produziert.
Ab 1996 wurde in Harber ein Factory-Outlet-Center geplant. Nach jahrelangem Rechtsstreit gab das Niedersächsische Landwirtschaftsministerium im Februar 2009 bekannt, dass das FOC gebaut werden darf. Der Standort Harber setzte sich damit gegen die Mitbewerber Bispingen und Bad Fallingbostel durch. 2010 wurde mit dem Bau begonnen, Ende August 2012 wurde das Designer Outlet Soltau mit einer Gesamtfläche von 13.500 m² direkt an der Autobahn eröffnet.
Bis Ende der 1980er Jahre gab es in Harber noch einen Bahnhof an den Bahnstrecken Lüneburg-Soltau und Uelzen-Langwedel, in den letzten Jahren vor dem Abriss hielt dort jedoch nur noch der historische Triebwagen Ameisenbär. Zwischen 1998 und 2001 gab es einen Roadrailer-Pendelverkehr von Soltau-Harber nach Verona in Italien, auf der mehrmals wöchentlich für die ehemals in Soltau ansässige Firma 'alli-Frischdienst' gefahren wurde. Der Haltepunkt „Harber“ wird heute nur noch als Ausweichanschlussstelle genutzt.